# 24 Pułk Piechoty (Imperium Rosyjskie)
24 Symbirski Pułk Piechoty Generała Newerowskiego (ros. 24-й пехотный Симбирский генерала Неверовского полк) – oddział piechoty Armii Imperium Rosyjskiego.

## Charakterystyka
Pułk został sformowany 6 listopada 1811 roku za panowania cara Aleksandra I Romanowa. Nosił nazwy: Symbirski pp (1811–1833), Symbirski pjegr (1833–1856).
Pułk wziął udział w działaniach zbrojnych epoki napoleońskiej, a także działaniach zbrojnych okresu I wojny światowej. Został rozformowany w 1918.
W 1914 pułk stacjonował w garnizonie Ostrów-Komorowo, w ówczesnej guberni łomżyńskiej, w koszarach „Sałtykowski sztab”. Razem z 23 Niżowskim pułkiem piechoty tworzył 2 Brygadę 6 Dywizji Piechoty, która wchodziła w skład 15 Korpusu Armijnego.